# Gleb Panfílov
Gleb Anatólievich Panfílov (en ruso: Глеб Анатольевич Панфилов; Magnitogorsk, Unión Soviética, 21 de mayo de 1934-Moscú, Rusia, 26 de agosto de 2023) fue un director de cine ruso. Ha dirigido principalmente películas de temática histórica con su mujer, Inna Chúrikova, como parte del reparto.

## Biografía
En la década de 1980, Panfílov, químico de profesión, comenzó a dirigir piezas de teatro, y también encontró tiempo para adaptar para el cine Valentina (1981) de Aleksandr Vampílov, así como Vassa Zheleznova (1983) y La madre (1989) de Maxim Gorki. Vassa ganó el Premio de Oro en el XIII Festival Internacional de Cine de Moscú y el Premio Estatal de la Federación de Rusia. Ganó el Oso de Oro en el 37.º Festival Internacional de Cine de Berlín por la película El tema.
A pesar de las dificultades de la década de 1990, Panfílov se comprometió a dirigir Los Románov: una familia imperial, una historia épica de la santidad de los Románov. La película, que finalmente se estrenó en el año 2000, fue una especie de proyecto familiar en el que participaron tanto su esposa como sus hijos. También fue su primera película que no incluía a su esposa en un papel protagonista.
En el año 2000, en el XXII Festival Internacional de Cine de Moscú, Panfílov recibió un premio honorífico por su contribución al cine.
En enero de 2006, RTR TV emitió la miniserie de Panfílov basada en la novela El primer círculo de Aleksandr Solzhenitsyn. El autor, ganador del Premio Nobel, ayudó a adaptar la novela al cine y narró la película.

## Premios y distinciones
Festival Internacional de Cine de Berlín
| Año  | Categoría       | Película | Resultado |
| ---- | --------------- | -------- | --------- |
| 1987 | Oso de Oro      | Tema     | Ganador   |
| 1987 | Premio FIPRESCI | Tema     | Ganador   |

Festival Internacional de Cine de Cannes
| Año  | Categoría                    | Película | Resultado |
| ---- | ---------------------------- | -------- | --------- |
| 1990 | Mejor contribución artística | Mat      | Ganador   |